# هارلاند ويليامز
هارلاند ويليامز (بالإنجليزية: Harland Williams)‏ هو ممثل كندي، ولد في 14 نوفمبر 1962 بتورونتو في كندا. بدأ مشواره المهني سنة 1994.

## أعمال

### أفلام
- (1994) الغبي والأغبى[4]
- (1997) ذيل الكلب[5][6][7]
- (1998) هناك شيء ما عن ماري[8]
- (2005) بسبب ديكسي وين
- (2006) موظف الشهر
- (2009) ماي لايف إن روينز[9][10]

## وصلات خارجية
- هارلاند ويليامز على موقع IMDb (الإنجليزية)
- هارلاند ويليامز على موقع ميتاكريتيك (الإنجليزية)
- هارلاند ويليامز على موقع روتن توميتوز (الإنجليزية)
- هارلاند ويليامز على موقع ميوزك برينز (الإنجليزية)
- هارلاند ويليامز على موقع قاعدة بيانات الأفلام السويدية (السويدية)
- هارلاند ويليامز على موقع إن إن دي بي (الإنجليزية)
- هارلاند ويليامز على موقع ديسكوغز (الإنجليزية)
- هارلاند ويليامز على موقع قاعدة بيانات الفيلم (الإنجليزية)